# Теорема Клини о неподвижной точке
Теорема Клини о неподвижной точке — утверждение о существовании наименьшей неподвижной точки у всякого непрерывного по Скотту отображения полного частично упорядоченного множества на себя. Результат относят к Стивену Клини; используется в теории областей (англ. domain theory), теории решёток, теории графов, теории автоматов.
Ещё одно из утверждений класса теорем о неподвижной точке — теорема Кнастера — Тарского — гарантирует существование наименьшей неподвижной точки для отображений полных решёток на себя; теорема Клини о неподвижной точке говорит о существовании таковой для отображений любых полных частично упорядоченных множеств, но её действие распространено не на любые монотонные функции, а только на функции, непрерывные в топологии Скотта. Кроме того, теорема Клини, в отличие от теоремы Кнастера — Тарского, обеспечивает способ вычисления наименьшей неподвижной точки отображения {\displaystyle f\colon P\to P} как точной верхней грани его цепи Клини ото дна {\displaystyle \bot } частичного упорядоченного множества {\displaystyle \langle P,\sqsubseteq \rangle }:
{\displaystyle \bot \sqsubseteq f(\bot )\sqsubseteq f(f(\bot ))\sqsubseteq \cdots \sqsubseteq f^{n}(\bot )\sqsubseteq \cdots }.